# Магребска веверица
Магребска веверица (лат. Atlantoxerus getulus, рус. Магрибская белка) је сисар из реда глодара и породице веверица (Sciuridae).

## Распрострањеност и станиште
Врста је присутна на подручју Магреба. Ареал врсте је ограничен на државе: Алжир и Мароко, као и на територију Западна Сахара, која није међународно призната (признаје је као независну државу само мали броја углавном афричких земаља). Врста је уведена на Канарска острва (Шпанија).
Станишта врсте су шуме, планине и пустиње.

## Угроженост
Ова врста је наведена као последња брига, јер има широко распрострањење и честа је врста.